# Сљажани
Сљажани (слч. Sľažany) насељено је мјесто са административним статусом сеоске општине (слч. obec) у округу Злате Моравце, у Њитранском крају, Словачка Република.

## Становништво
| Година:    | 1994. | 2004.   | 2014.   | 2024.   |
| ---------- | ----- | ------- | ------- | ------- |
| Број људи: | 1711  | 1704    | 1719    | 1690    |
| Разлика:   |       | -0,40 % | +0,88 % | -1,68 % |

| Година:    | 2023. | 2024.   |
| ---------- | ----- | ------- |
| Број људи: | 1688  | 1690    |
| Разлика:   |       | +0,11 % |

Према подацима о броју становника из 2011. године насеље је имало 1.693 становника.